# Cayes-Jacmel
Cayes-Jacmel (Haitianisch-Kreolisch Kay Jakmèl) ist eine Gemeinde im Département Sud-Est von Haiti. Sie liegt im Arrondissement Jacmel.

## Geschichte
Cayes-Jacmel war ein Gemeindebezirk von Marigot. Es wurde im Jahr 1934 zu einer eigenständigen Gemeinde erhoben.

## Lage und Beschreibung
Neben dem Zentrum Ville de Cayes-Jacmel bestehen vier ländliche Gemeindebezirke:
- Ravine-Normande mit Bossier, Carrefour Raymond, Chevalier, Corail, Martel, Mathurin, Nan Flore, Parenter und Tavette
- Gaillard mit Cabic, Carrefour, Delmas, Delumay, Jet d'eau, La Couline, L'Acrobate, Nan Galette, Nan Man Fou, Petit-Mouillage und Ricomon
- Haut Cap Rouge mit Bellevue, Grand Air, Jeanty, La Source, Toulmain und Verjon
- Fond Melon Michineau mit La Ferrière, Linette, Lucas und Saut Blanche

Die Route Départementale RD-402 verbindet Cayes-Jacmel mit der Stadt Jacmel, die 15 Kilometer westlich liegt. Dort wird auch die Route Nationale RN-4 erreicht.

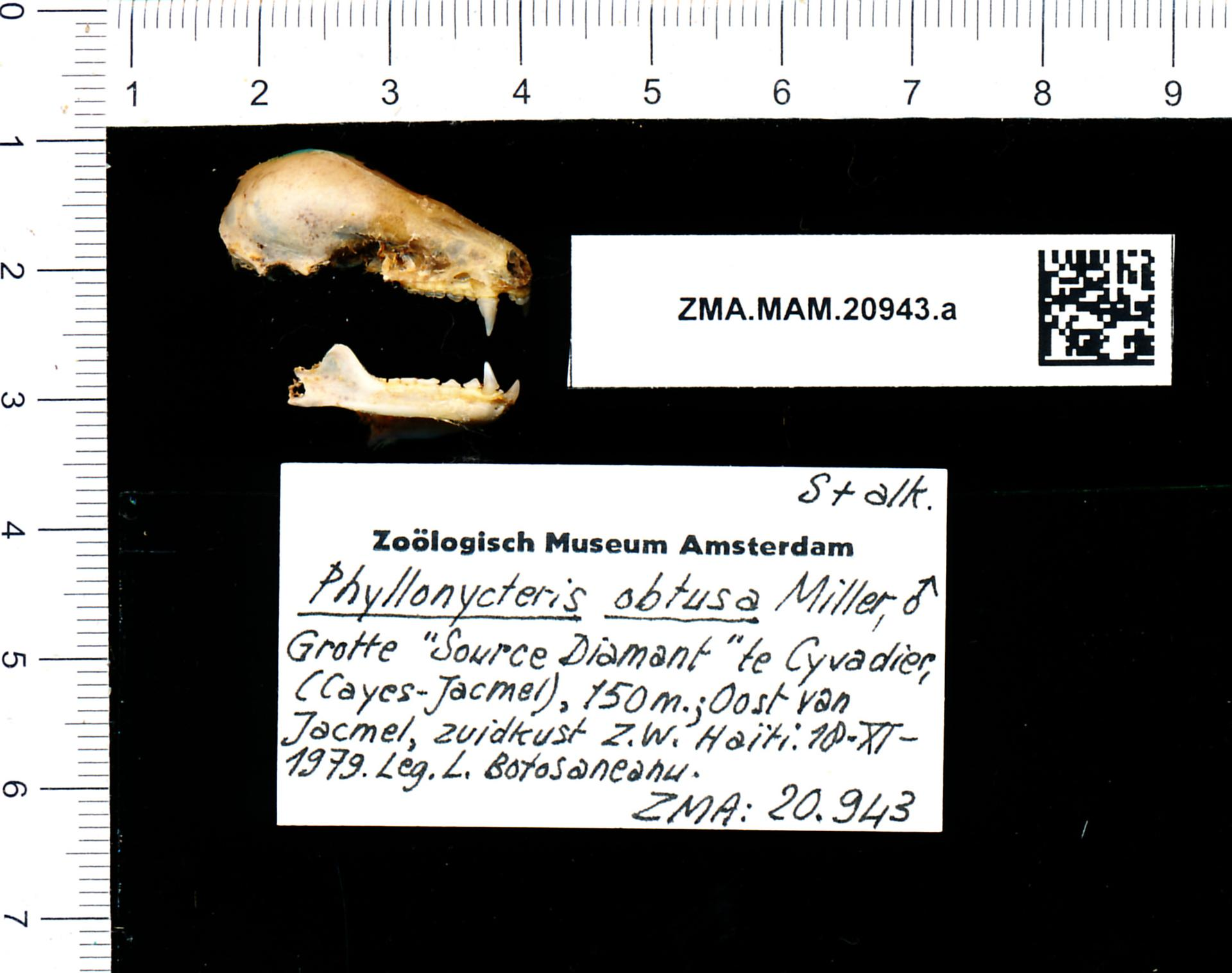
Phyllonycteris obtusa, Zoologisches Museum Amsterdam

Fort Ogé ist eines der militärischen Bauwerke, die nach der Unabhängigkeit Haitis im Jahr 1804 errichtet wurden und eine mögliche Rückkehr der Franzosen abwehren sollten. Die Ruinen des Forts befinden sich im Gemeindebezirk Cap-Rouge. Es ist nach Vincent Ogé benannt.
In der Höhle Source Diamant wurden Schädelknochen der seltenen Phyllonycteris obtusa, einer Antillen-Blütenfledermausart gefunden, die sich im Zoologischen Museum Amsterdam befinden.
Cayes-Jacmel ist touristisch gut erschlossen. Die Nähe des Flughafens von Jacmel und die in ordentlichem Zustand befindliche Straßenverbindung machen die Gemeinde zu einem Anziehungspunkt, der nicht nur über landschaftliche Attraktivität verfügt, sondern auch kulturell interessant ist.